# 刘海粟旧居
31°13′03″N 121°28′01″E / 31.21760°N 121.46692°E
刘海粟旧居，是原刘海粟的旧居。位于中国上海市黄浦区复兴中路512号，为黄浦区文物保护单位。

## 历史
1921年，上海美术专科学校迁菜市路（今顺昌路560号）新建校址。刘海粟身为上海美专学校校长，1935年迁居此地，在此居住了五十余年之久。旧居的围墙开设在复兴中路512号，为独门进出的花园洋房，占地面积212平方米，建筑占地面积约162平方米，由实业家朱葆山建造。
该建筑与东侧相邻的510号住宅相连，中间有围墙相隔。旧居坐东朝西，三层砖木结构洋房，有外置的楼梯直通二层，底层设计为圆拱窗，二楼原设计为联廊的内阳台、方框。三层设计有阳台，多陡坡红瓦屋顶。底层外墙以卵石墙，二层和三层改作红砖清水墙。底楼为汽车库和佣人、司机住房和厨房。二楼为会客厅和餐厅，三楼为刘海粟工作室和卧室。
1989年，刘海粟偕夫人巡游世界各地，后旅居美国和香港儿女处，该楼房空关。1993年11月22日，上海文化局党委书记周渝生等五人专程赴香港拜访了刘海粟，并向他介绍上海刘海粟美术馆的筹建工作，刘海粟欣然表示捐赠意愿，“我在那里（上海复兴中路512号寓所）保存的重要的东西都要放在这（上海刘海粟美术馆）里”。1994年，刘海粟和夫人返回上海，出席上海市文化局举办的刘海粟百岁诞辰庆典。1994年8月3日，刘海粟向当时中共中央总书记江泽民写信表示将其在旧居中毕生收集珍宝与自己作品捐给国家，并请求江泽民为美术馆题写馆名（8月8日，江泽民为“刘海粟美术馆题词”）。四天后刘海粟在上海华东医院去世。但刘氏家庭内部对部分作品的归属权存在争议，并诉诸于法庭。
2005年3月19日卢湾区文管会公示44处区第一批不可移动文物名单，并在复兴中路512号刘海粟旧居举行铭牌挂牌仪式；刘海粟旧居也成为卢湾区第一批不可移动文物。2009年6月5日，登录为卢湾区文物保护单位（后卢湾区并入黄浦区）。